# 金致坤
金 致坤（キム・チゴン、Kim Chi-Gon、朝: 김치곤、1983年7月29日 - ） は、韓国釜山広域市出身の元同国代表サッカー選手。現役時代のポジションはDF（センターバック）。

## プレースタイル
守備の要としてラインを統率するセンターバック。戦術理解力に長けており、ボールをカットする守備センスはKリーグ随一。

## 所属クラブ
- 2002-2009  安養LGチーターズ / FCソウル
- 2010-2017  蔚山現代FC
  - 2011-2012  尚州尚武フェニックス
- 2018  サラワクFA

## 代表歴
- U-20韓国代表
- アテネオリンピック (ベスト8)
- 韓国代表
  - 2004年6月2日 - A代表初出場 - トルコ戦
  - 2007年 アジアカップ (3位)